# 蟹江城合戦
蟹江城合戦（かにえじょうかっせん）は、天正12年（1584年）6月に起こった尾張国南西部における羽柴秀吉（豊臣秀吉）陣営と織田信雄・徳川家康陣営の間で行われた戦い。主に蟹江城における篭城戦であった。蟹江合戦とも。

## 合戦の経緯

### 合戦前夜
天正12年（1584年）4月における小牧・長久手の戦い以降、尾張北部の戦線は防御陣地の構築によって膠着状態に陥っており、家康は清洲城、信雄は桑名城、秀吉は大坂城にそれぞれ帰還していた。
尾張北西部においては、羽柴勢が5月4日から美濃の加賀野井城、奥城、竹ヶ鼻城を大軍で囲み、水攻めなどで順次攻略したが、家康は清洲城から動かなかった（竹ヶ鼻城の水攻め）。
そして尾張南西部では、秀吉はすでに出家していた滝川一益と、その嫡子一忠をそれぞれ3千石、1万2千石で起用し、諸城攻略を命じていた。また一益は、織田信雄側の水軍の将九鬼嘉隆とは、多くの戦場を共に戦っていた。
その頃、織田方の蟹江城主佐久間信栄は信雄の命により伊勢国の萱生に砦を築くため、蟹江城の留守を叔父の佐久間信辰と前田城主前田長定（種定）に預けていた。
この頃の蟹江城は、家康の清洲城と信雄の長島城からそれぞれ三里程の中間に位置し、三重の堀と、大野城・下市場城・前田城の3つの城と連携していた。当時、蟹江は海に面しており、熱田、津島と並ぶ尾張有数の港であった。前田種定は滝川一益と同じく、加賀前田家の親類であった。また滝川一益は過去に、桑名城主、蟹江城主でもあった。

### 蟹江合戦の経過
天正12年6月16日午前、安宅船を擁する九鬼水軍と滝川一益の兵3千が蟹江浦に現れる。前田長定は、滝川一益の調略を受け入れ、佐久間信辰を本丸から退去させた。同時に長定の弟・前田長俊（利定）の守る下市場城及び、長男・前田長種の守る前田城も秀吉陣営となったが、大野城の山口重政は母親を人質に取られているにもかかわらず調略に応じなかった為、16日の夕刻、滝川、九鬼、前田勢は城攻めを行い、陥落寸前まで追い込んだという。
蟹江城落城の報せを聞いた長島城の織田信雄は兵2千を率いて16日の夜日のうちに大野城に急行、清州城の徳川家康も手勢を率いて17日早朝には戸田村に本陣構えた。信雄は大野城に入城し、大野城攻めに失敗した滝川勢は蟹江城に、九鬼勢は下市場城にそれぞれ逃れ篭城した。
翌6月18日、家康と信雄は2万の兵を率いて、蟹江城、前田城、下市場城の３城を包囲した。
| 城       | 城方     | 大手(攻め方)               | 搦手(攻め方)                       | 追手・海手(攻め方)                   | 先鋒(攻め方)               |
| -------- | -------- | -------------------------- | ---------------------------------- | ------------------------------------ | -------------------------- |
| 下市場城 | 前田長俊 | 菅沼定盈 松平家信 設楽貞光 | 松平親乗酒井重忠 内藤政長 長島平蔵 | 松平清定松平親次 大須賀康高 榊原康政 | 酒井忠次 岡部長盛 山口重政 |
| 前田城   | 前田長種 | 石川数正                   | 阿部信勝                           |                                      |                            |

同日、織田・徳川勢は下市場城を集中的に攻撃して城を落とし、前田長俊を討ち取っている。
6月19日、舟入の戦いにおいて九鬼嘉隆が敗北。織田・徳川陣営による海上封鎖が完成する。
6月20日、蟹江城において、家康が東から、南と西から信雄が城を攻める。
6月21日、秀吉が美濃から近江･佐和山城に移る。
6月22日、蟹江城において、織田信雄と徳川家康が総攻撃を仕掛ける。
| 配置            | 城方                                    | 攻め方 |
| --------------- | --------------------------------------- | --- |
| 本陣            | 滝川一益 滝川一忠 滝川儀太夫 津田藤三郎 | 織田信雄、織田長益、水野忠重、(水野勝成)、佐久間信栄、(山口重政) 徳川家康、石川数正、井伊直政、本多忠勝、榊原康政、(松平家忠) |
| 海門寺口 （南） | 谷崎忠右衛門                            | 天野雄光、丹羽氏次 酒井忠次、(酒井忠利、松平康安、内藤家長、久松定勝)                                                         |
| 前田口 （東）   | 日置五左衛門                            | 松平康忠、(服部正成) |
| 乾口 （北西）   | 滝川忠征                                | 織田信雄 大須賀康高 |

注：()は大将未満の攻め方
- 22日の合戦の経過
  - 大手口である海門寺口の大将格であった酒井忠次の率いる兵は連日の激戦で疲労し、夕刻、代わって榊原康政、松平家忠の兵が海門寺口に入った[5]。
  - 滝川一益は守備兵を集約するため、一度夜陰に紛れて各城門から城外に打って出て、その後、三の丸を放棄し二の丸に撤収しようとするが、海門寺口だけは苦戦し谷崎忠右衛門の率いる城兵は城外で包囲されてしまう[5]。滝川一益は怒り自ら門役を務めこの城兵を二の丸まで収容したが、谷崎忠右衛門はこの日の鉄砲傷がもとで3日後に死亡したと伝わる[8]。
  - 滝川一忠は前田口において二の丸に退く殿の将を務め、攻め方の水野勝成と切り合い、双方傷を負ったと伝わる[7]。

6月23日、石川数正と阿部信勝が攻めていた前田長種の守る前田城が開城し、徳川家康が榊原康政を伴い入城する。
6月24日、秀吉が一益の蟹江城攻略を知り、近江･土山に移る。
6月25日、秀吉が伊勢・椋本に移り、信濃の木曾義昌に尾州西側からの総攻撃予定を伝える。
6月29日、和平交渉が開始される。
7月3日、蟹江城が徳川･織田勢に引き渡されるが、和睦にもかかわらず退去中の前田長定が殺害され、滝川一益は殺害を免れ伊勢に逃れた。（三河物語では、「(7月3日)一益は逃げて助かったものの、長定は逃してはならないとされ同船していた女房子供共々討ちとった」と書かれているのに対し、後世の家忠日記増補や小牧陣始末記では、「7月2日に甥の滝川源八郎が逃亡する長定を討ち取った」と書かれ、滝川一益が前田長定を殺害したことに変更されている。）滝川は伊勢神戸城に逃れるが、同城を守備していた富田一白に怪しまれ、入城できずに追い返されている。
秀吉は、伊勢に羽柴秀長、丹羽長重、堀秀政ら6万2千の兵を集めて7月15日に尾張の西側から総攻撃を計画していたが、間に合わず中止となった。

### 合戦後
7月5日、家康、桑名城に入城。
7月12日、起用の際の約束通り、秀吉より滝川一益に3千石、子滝川一時に1万2千石の地が与えられる。
7月13日、家康、清洲城に帰還。
7月29日、秀吉、美濃・大垣城から大坂城に帰還。

## 影響
結果的に見て蟹江城合戦は、小牧・長久手の戦いにおいて秀吉が合戦で家康に勝つ最後の機会であったが、秀吉は、長久手の戦いに加え、この蟹江城合戦でも主戦力の投入に失敗、これ以降攻勢にでる事は無かった。
当時の秀吉政権は蒲生氏郷、佐々成政、丹羽長秀、堀秀政、前田利家などによる旧織田家の寄せ集まりであることに加え、紀伊国の雑賀衆・根来衆の北上、土佐国、阿波国、讃岐国を攻略し四国統一に迫る長宗我部元親の圧迫、九州に敵無しの様相を見せる島津氏の躍進などにより、前線に集中できなかった。対して家康側は日照りにも助けられたが、家臣の統率が良く、その上関東の北条家とも利害が一致しており、常に前線に立ち迅速な行動を取ることが出来た。
この戦いによって、前田本家である尾張前田氏は城主と城を失った。また前田城を守っていた前田長種は、妻の実家である前田利家を頼り、二代目藩主前田利常の養父となった。結果、織田信雄は、家臣の津川義冬・岡田重孝・浅井長時に続いて、前田一族も失ったことになる。
滝川家はこの戦いにより大名に復帰したが、嫡男の一忠は追放処分とされた。
また家督を相続した次男の一時は、この時の活躍が家康の目に留まり、後に家康から2千石を与えられている。
九鬼嘉隆はこの戦いより秀吉に直接大名として仕え、翌年の天正13年（1585年）に従五位下・大隅守に叙位・任官された。
一方、弱冠20歳であった佐久間家家臣の山口重政はここで得た徳川氏との縁により、紆余曲折の後、常陸牛久藩の初代藩主となった。

## 後世の評価
- 徳川秀忠は慶長8年（1603年）の滝川一時の死の報に際して「勇者（滝川一益）の子孫ことに扶助あるべきを、不幸にして世を早くせし」と述べており[9]、同時代の人物による滝川一益の評価は低くなかった。
- 江戸前期の儒医・江村専斎は、「賤ヶ岳の軍は、太閤一代の勝事、蟹江の軍は、東照宮一世の勝事也」 と述べており、蟹江城合戦こそが徳川家康の生涯における最も重要な勝利であると評している[12]。
- 江戸中期以降に成立した『小牧戦話』では、「滝川難儀に及べ共、流石命の惜きにや、敢えなく与十郎(前田長定)を切て…滝川これより弥々浪々にして終に餓死すと聞えし」と、与十郎を切った一益に対しかなり厳しい評価を下し、晩節の悲惨さを強調している。
- 江戸後期の『尾陽雑記』も「いよいよ無勢なりければ、織田有楽を以って信雄へ降参す。家康公、前田反逆の者なれば切って出し、滝川は信雄へ対し弓引きまじき旨、誓紙つかまつるへき由仰せけり。滝川其身起請文仕って7月2日に城を明け伊勢の神戸に退けり。滝川、是より天にもつかす、地にもあられぬ境界となって、一身をおくに所なく、後は、越前の国五分一という所にて餓死のていにて終りけりとぞきこえける。」と小牧戦話と同様の評価となっている。
- 昭和の小説家・海音寺潮五郎は、蟹江城合戦における滝川一益の行動について、「蟹江城を手に入れて、長島城と清洲城の連絡を断ち切ろうとした戦略は、滝川のすぐれた謀略を十分に証明している。ぼけてはいないのである。ただ、彼はそれまで浪人していたために、よい部下が少なくなっていて、大野城の攻略に失敗したり、潮時が悪かったりしたために、万事皆うまく行かず、ついに手も足も出せなくなった。運命に見はなされていたといわざるを得ない。」と評している[13]。